# Japans Grand Prix 1988
Japans Grand Prix 1988 var det femtonde av 16 lopp ingående i formel 1-VM 1988.

## Resultat
1. Ayrton Senna, McLaren-Honda, 9 poäng
2. Alain Prost, McLaren-Honda, 6
3. Thierry Boutsen, Benetton-Ford, 4
4. Gerhard Berger, Ferrari, 3
5. Alessandro Nannini, Benetton-Ford, 2
6. Riccardo Patrese, Williams-Judd, 1
7. Satoru Nakajima, Lotus-Honda
8. Philippe Streiff, AGS-Ford
9. Philippe Alliot, Larrousse (Lola-Ford)
10. Mauricio Gugelmin, March-Judd
11. Michele Alboreto, Ferrari
12. Jonathan Palmer, Tyrrell-Ford
13. Pierluigi Martini, Minardi-Ford
14. Julian Bailey, Tyrrell-Ford
15. Luis Pérez Sala, Minardi-Ford
16. Aguri Suzuki, Larrousse (Lola-Ford)
17. Rene Arnoux, Ligier-Judd

### Förare som bröt loppet
- Andrea de Cesaris, Rial-Ford (varv 36, överhettning)
- Eddie Cheever, Arrows-Megatron (35, tändning)
- Nicola Larini, Osella (34, bromsar)
- Nelson Piquet, Lotus-Honda (34, kroppsligt)
- Nigel Mansell, Williams-Judd (24, kollision)
- Alex Caffi, BMS Scuderia Italia (Dallara-Ford) (22, snurrade av)
- Ivan Capelli, March-Judd (19, elsystem)
- Derek Warwick, Arrows-Megatron (16, snurrade av)
- Bernd Schneider, Zakspeed (14, kroppsligt)

### Förare som ej kvalificerade sig
- Stefan "Lill-Lövis" Johansson, Ligier-Judd
- Oscar Larrauri, EuroBrun-Ford
- Piercarlo Ghinzani, Zakspeed
- Stefano Modena, EuroBrun-Ford

### Förare som ej förkvalificerade sig
- Gabriele Tarquini, Coloni-Ford